# El ressorgiment dels ciberhumans
El ressorgiment dels ciberhumans (Rise of the Cybermen en l'original anglès) és un episodi de la segona sèrie de la sèrie de televisió de ciència-ficció britànica Doctor Who. L'episodi presenta el retorn dels Ciberhumans a la sèrie, després de la seva última aparició a Silver Nemesis l'any 1988. Fou emès per primer cop el 13 de maig del 2006 en anglès; és la primera part d'una bilogia, conclosa amb l'episodi L'edat de l'acer.

## Argument
El Tardis ha quedat atrapat en una Terra paral·lela i la Rose veu que el seu pare encara és viu, però una sèrie de factors sinistres s'interposen en el seu camí. Mentrestant, la societat britànica es prepara per a l'ascens definitiu i un vell enemic del Doctor està a punt de tornar a néixer...